# Молчанов Антон Вікторович
Антон Вікторович Молчанов (псевдо — Ант Скаландіс; 1 вересня 1960, Москва) — російський публіцист, прозаїк, редактор і сценарист. Секретар Спілки письменників Москви, співголова Ради з фантастичною і пригодницької літератури і Міжнародної асоціації письменників-фантастів, член правління Літфонду.

## Біографія
У 1983 році закінчив МХТІ ім. Д.І. Менделєєва, отримавши освіту інженера-хіміка.
У 1990—1992 роках — виконавчий директор редакційно-видавничої фірми «РІФ» при Всесоюзному центрі дитячого кіно Ролана Бикова, після реорганізації — відповідальний редактор і PR-менеджер видавництва «Текст».
1993—2001 — директор, головний редактор, начальник відділу в різних видавничих і книготорговельних фірмах.
2001—2002 — кореспондент відділу «Суспільство» «Литературной газеты».
2002—2003 — шеф-редактор вкладки «PRO» газети «Книжное обозрение».
2003—2004 — керівник PR-служби видавництва «Вече».

## Творчість
Перший прозовий твір опублікував у 1986 році. В 1989 році було опубліковано першу збірку оповідань «Ненормальна планета». «Каталіз», перший роман Скаландіса у журнальному варіанті з'явився в 1991—1993 роках, у книжковому — 1996 році. Є автором понад сотні публікацій у періодиці та збірках, також виступав в якості упорядника збірок і літературного редактора перекладів. Автор кількох популярних романів: «Запитай у Ясеня», «Змова присвячених», «Меч Трістана», «Точка сингулярності», «Полювання на Ельфа».
В 1996 році був учасником проекту «Час учнів» (сиквели до повістей братів Стругацьких); в 1997—1999 — учасник унікального проекту по створенню романів-сиквелів до знаменитого «Світу Смерті» у співавторстві з Гаррі Гаррісоном, що було першим подібним досвідом для російської фантастики.
В даний час — керівник проекту «Фаетон», друга і третя книги циклу «Дочка Нефертіті» та «Наложниця імператора» написані за його участю.
У творчому доробку є сценарії до художніх та документальних фільмів.

## Нагороди
- Зоряний Міст (2008)
- Бронзовий Равлик (2009)